# أوقستي مورو
أوقستي مورو (بالفرنسية: Auguste Moreau) (و. 1834 – 1917 م) هو نحات فرنسي، ولد في ديجون، توفي عن عمر يناهز 83 عاماً.

## التعليم
تعلم في المدرسة الوطنية للفنون الجميلة
.